# Nikolay Shestak
Nikolay Shestak (russisch Николай Иванович Шестак, Nikolai Iwanowitsch Schestak, lettisch Nikolajs Šestaks; * 2. Oktober 1987 in Krāslava, Lettische SSR) ist ein lettisch-russischer Schauspieler.

## Leben
Shestak spricht neben seiner Muttersprache Russisch fließend Englisch und Lettisch. Im Jahr 2009 absolvierte er das Staatstheaterinstitut Jaroslawl. Er debütierte 2017 im Spielfilm Guardians als Filmschauspieler. Im selben Jahr war er in drei Episoden der Fernsehserie Black Sun zu sehen. 2020 hatte er neben der Mitwirkung in der Mini-Serie Ded Morozov die titelgebende Hauptrolle im Spielfilm Kupala inne. Der Film feierte seine Premiere am 14. November 2020 in Moskau. Dort ist Shestak ebenfalls wohnhaft.

## Filmografie
- 2017: Guardians (Защитники)
- 2017: Black Sun (Senke nad Balkanom) (Fernsehserie, 3 Episoden)
- 2020: Ded Morozov (Дед Морозов) (Mini-Serie)
- 2020: Kupala (Купала)